# 4208 Кисельов
4208 Кисельов (4208 Kiselev) — астероїд головного поясу, відкритий 6 вересня 1986 року.
Тіссеранів параметр щодо Юпітера — 3,122.
Названий на честь астронома Миколи Кисельова.